# Duck hunter

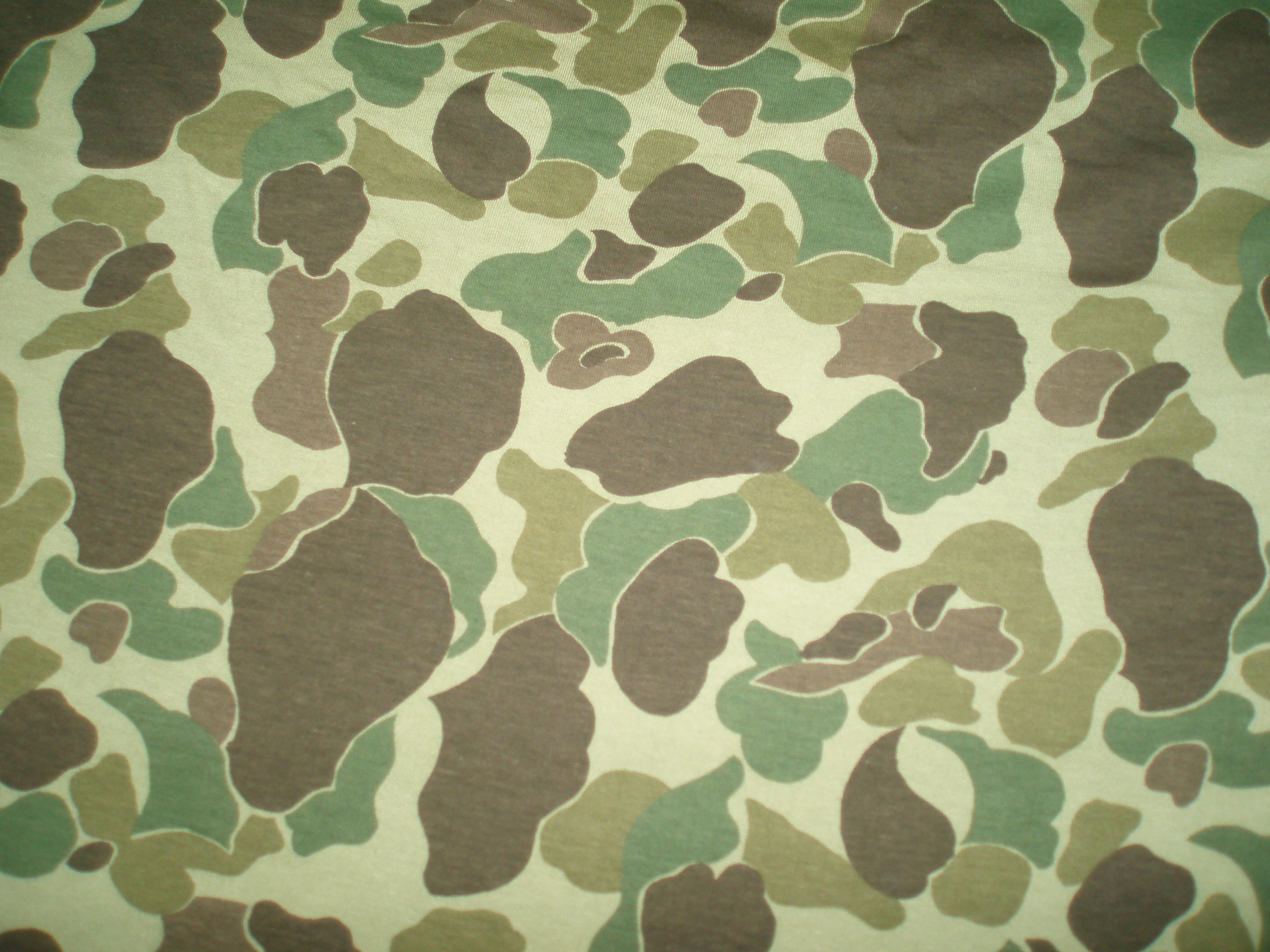
Patró duck hunter de 1942, cara principal (jungle)

El duck hunter (terme anglès: 'caçador d'ànecs') és un patró mimètic clapejat, d'origen estatunidenc, que presenta clapes irregulars de diversa grandària, i en diversos colors o tons, sobre fons clar (generalment, caqui clar), amb la peculiaritat que el disseny de les clapes fa efecte de tècnicament primari, com si l'hagués pintat a mà un afeccionat o un infant.
Així mateix, el duck hunter és un grup de patrons de la  família clapejada. Constitueixen el grup el duck hunter estatunidenc fundacional i els diversos patrons que n'han derivat en altres exèrcits (així com, d'altra banda, moltes imitacions comercials).
El present article tracta ambdues accepcions.

## Origen: elduck hunterestatunidenc

### Descripció
El patró duck hunter tenia dues versions bàsiques, estampades en peces generalment reversibles: 
- cara principal de dominància verda, a voltes anomenada versió jungle ('jungla'); constava de clapes en marró, beix-ocre, verd jungla i verd clar sobre fons sorrenc.
- cara secundària de dominància caqui, a voltes anomenada versió beach ('platja'); constava del mateix dibuix, però amb les clapes en tres tons de caqui sobre el mateix fons sorrenc.

El patró també presentava sengles variants poc habituals en un model de ponxo reversible, de fons verd, i en alguns paracaigudes.

### Denominacions
El patró mancava de denominació oficial; a l'etiqueta els uniformes es designaven com de herringbone twill camouflage ('camuflatge de sarja espigada'). El nom més habitual per a designar-lo, duck hunter, sembla ésser de postguerra i es deu a la popularitat que adquiriren les seves imitacions civils entre els caçadors. Malnoms donats pels soldats, i que també poden trobar-se en la bibliografia designant el patró, són frog skin ('pell de granota'), per l'aspecte, i King Kard, pel nom d'una de les companyies confeccionadores, King Kard Overall Co.

### Ús
El patró duck hunter, així com les peces d'uniforme en aquest patró, foren creats el 1942 i distribuïts immediatament a l'exèrcit i als marines dels EUA, al principi només als fronts del Pacífic. Fou la primera experiència més o menys massiva d'uniformitat mimètica de la història de les forces armades estatunidenques.
Al principi el duck hunter s'estampava sobre un sobreuniforme reversible d'una peça. A finals de 1942 o inicis de 1943, a més a més, es distribuí un uniforme mimètic en duck hunter compost de dues peces, jaqueta de campanya i pantaló multibutxaca, també reversibles.

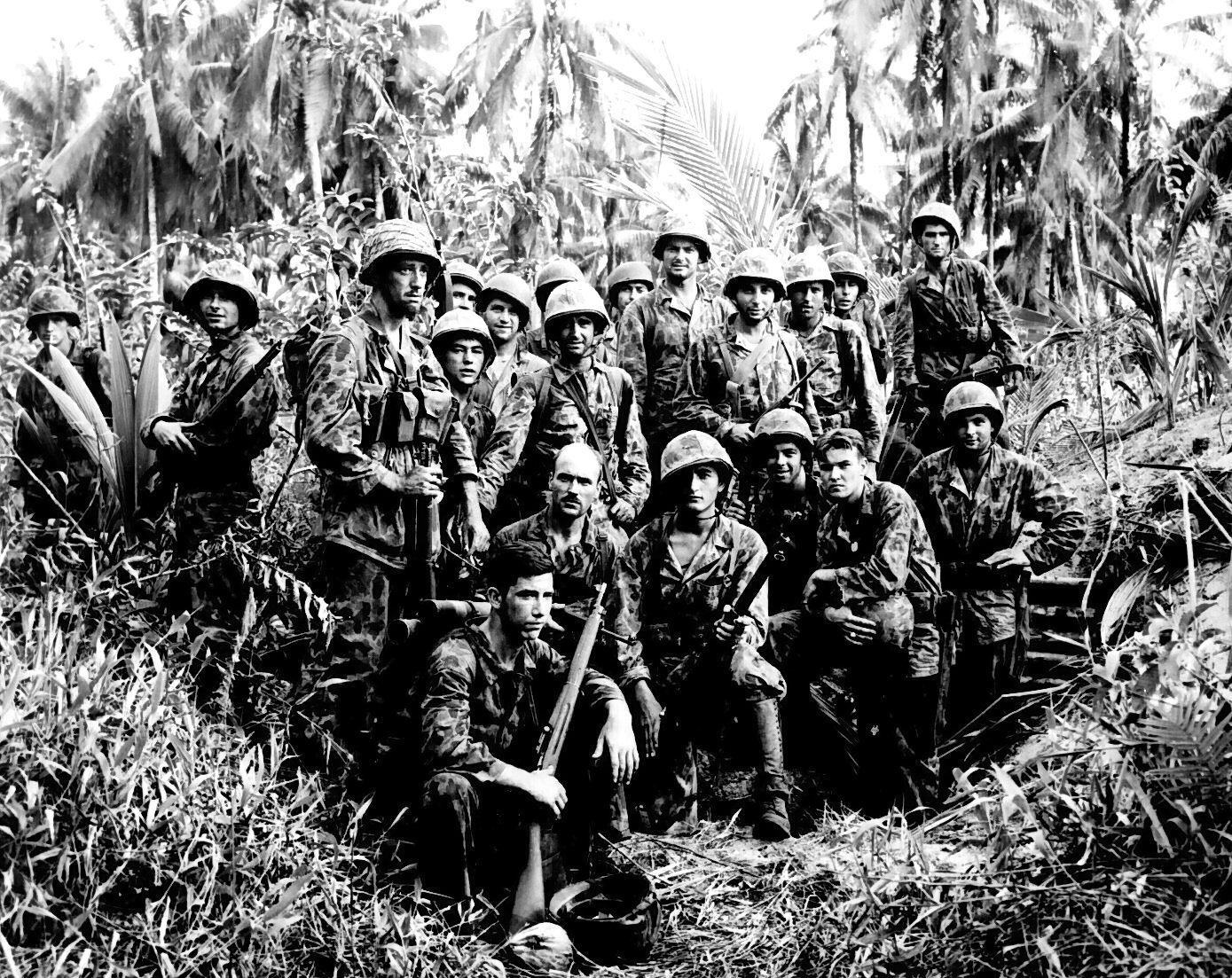
Marines estatunidencs (Bougainville, 1944) vestint uniformes en patró duck hunter

També es produïren en aquest patró fundes de casc, tendes-ponxo, motxilles, etc. Era força habitual dur alguna d'aquestes peces com a únic element mimètic en el marc d'uniformes llisos en verd oliva (en el cas d'Europa, a voltes en caqui); fou el cas, sobretot, de les fundes de casc; pel que fa a les tendes-ponxo en duck hunter, es generalitzaren en campanya a la pràctica totalitat dels marines, per bé que la immensa majoria duia uniforme i equipament de color llis.
Els sobreuniformes i uniformes en duck hunter es desplegaren, essencialment, a les campanyes del Pacífic, teatre d'operacions per al qual s'havien dissenyat. Als fronts europeus tingueren un ús breu entre algunes armes (per exemple, els enginyers a Normandia).
A partir de 1944 l'ús del duck hunter es restringí a casos específics. Les existències s'emmagatzemaren. Encara l'usaren algunes unitats estatunidenques durant la Guerra de Corea.
La producció estatunidenca tingué una segona vida fora dels EUA: 
- en la immediata postguerra els EUA cediren força material en duck hunter a les tropes colonials neerlandeses i franceses, les quals les reaprofitaren en campanyes colonialistes, respectivament a Indonèsia (1945-1949) i a Indoxina (1945-1954).[4] Com en el cas estatunidenc, per a ambdós exèrcits fou la primera experiència d'una certa massivitat amb uniformes mimètics. Cal subratllar, però, que a Indoxina els soldats francesos sovint barrejaven peces en duck hunter amb peces caqui d'origen estatunidenc, britànic o francès, i també amb peces britàniques en patró brushstroke.[5]
- els cubans de la CIA que participaren en l'operació de badia de Cochinos (1961) duien vells uniformes estatunidencs en patró duck hunter.[6]
- durant la Guerra del Vietnam les autoritats militars estatunidenques distribuïren uniformes d'aquest patró entre llurs auxiliars de les guerrilles muntanyenques autòctones.[7]

### Avaluació general
L'aspecte primitiu d'aquest patró no és casual: el dissenyà, i bastant a correcuita, un simple afeccionat, l'horticultor Norvell Gillespie; cosa que contrasta agudament amb els complexos estudis científics, elaborats per equips multidisciplinaris, que en aquest mateix període emmarcaven el disseny dels patrons nazis i soviètics. De tet, les forces armades dels EUA havien engegat estudis en aquest sentit el 1940, però abans que hom arribés a cap conclusió concreta, sobtadament, el juliol de 1942, el general MacArthur, típicament expeditiu, exigí el lliurament immediat de 150.000 uniformes mimètics per tal d'usar-los al front del Pacífic. Fou aquesta urgència el que suscità el disseny i adopció del patró duck hunter.
Els soldats desaprovaven el duck hunter. D'una banda, trobaven el sobreuniforme incòmode i massa calorós, cosa que motivà l'aparició de l'uniforme de dues peces, més pràctic i fresc. D'altra banda, consideraven el patró poc efectiu en moviment, i només satisfactori en posició estàtica (per exemple, per a franctiradors); en la lluita de jungla els resultava més mimètic el fresc uniforme HBT llis en verd oliva. Això provocà la pràctica retirada d'aquestes peces mimètiques al llarg de 1944, primer del Pacífic i després d'Europa.

## Influència internacional: el grupduck hunter
Tot i la seva cruesa, el duck hunter, fos per tradició o per seguidisme, inspirà diversos patrons usats –sobretot en les dècades dels seixanta i setanta-- per certes tropes d'elit de Corea del Sud, Indonèsia, Vietnam del Sud, Turquia, Iran, Mèxic, Guatemala i Hondures; també n'hi hagué una versió usada per algunes unitats de Biafra, sembla que de producció pròpia. Una versió particularment crua (coneguda amb el calc transparent de cazapatos) fou usada per alguns paracaigudistes espanyols durant els anys setanta i vuitanta, sembla que extraoficialment.
El duck hunter sembla haver estat la inspiració llunyana a partir de la qual es desenvolupà el patró DCP (disruptive camouflage pattern), propi de l'uniforme australià DPCU (1986-2014).
En el mercat civil, múltiples imitacions comercials del duck hunter foren molt populars durant força dècades entre els caçadors estatunidencs, com hem vist més amunt.